# Chiesa del Gesù (Genua)

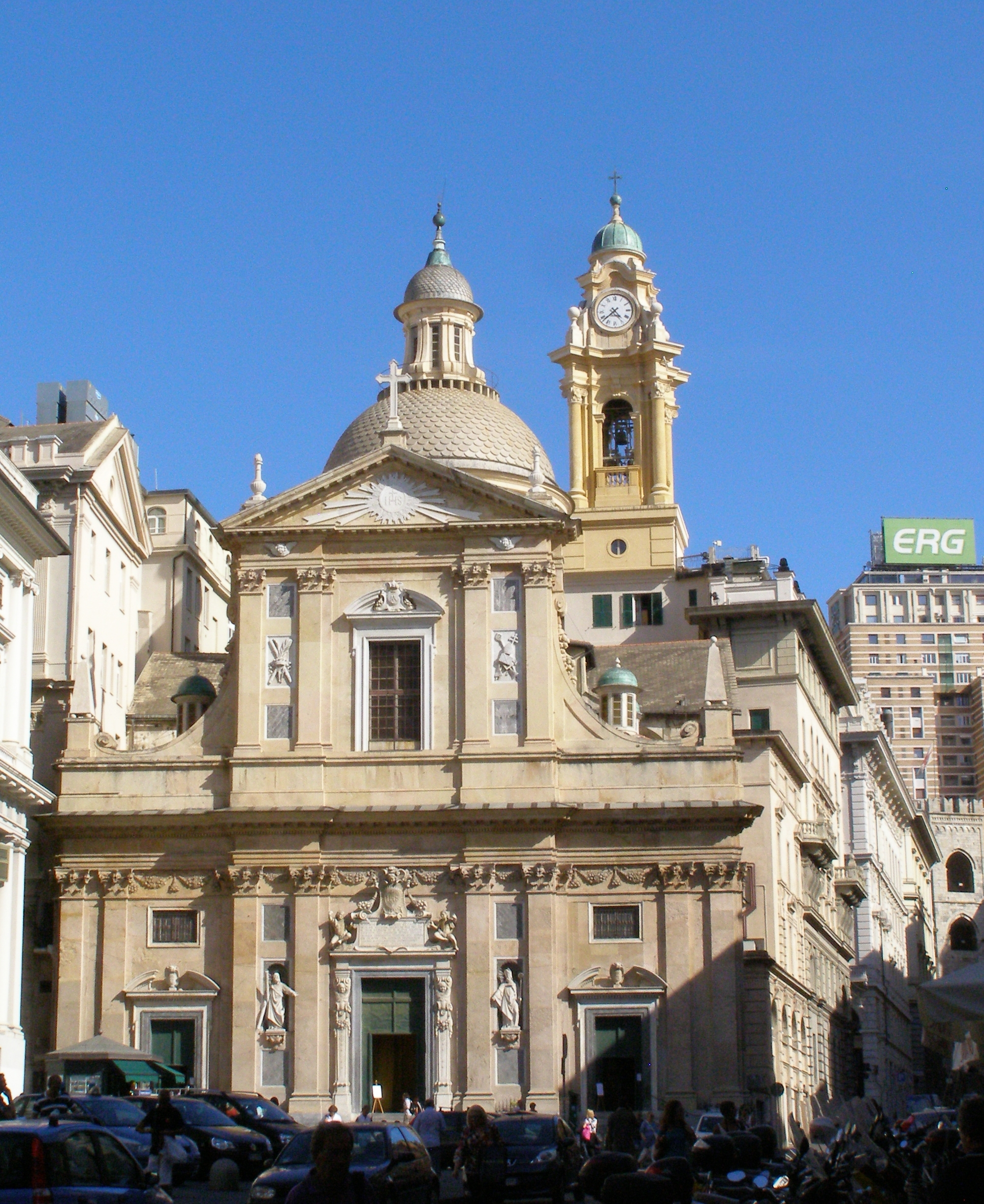
Chiesa del Gesù

Die Chiesa del Gesù (auch Chiesa del Gesù e dei Santi Ambrogio e Andrea) ist eine Kirche in Genua. Sie wurde gegen Ende des 16. Jahrhunderts über einer ehemaligen Jesuitenkirche erbaut. Die Kirche selbst befindet sich mit der vorgelagerten Piazza Matteotti in unmittelbarer Nähe zur Piazza De Ferrari und somit im Zentrum der Stadt.
Bemerkenswert ist ihre Deckenkonstruktion; außer der Vierung sind fünf Kapellen mit Laternentürmen ausgestattet. Jeder dieser Türme hat außer einem Laternengeschoss unter der Kuppel (und teilweise einem Kranz von Gauben unten in der Kuppel) eine ihrerseits befensterte Laterne auf der Kuppel, auch die mit Verbindung zum Innenraum.

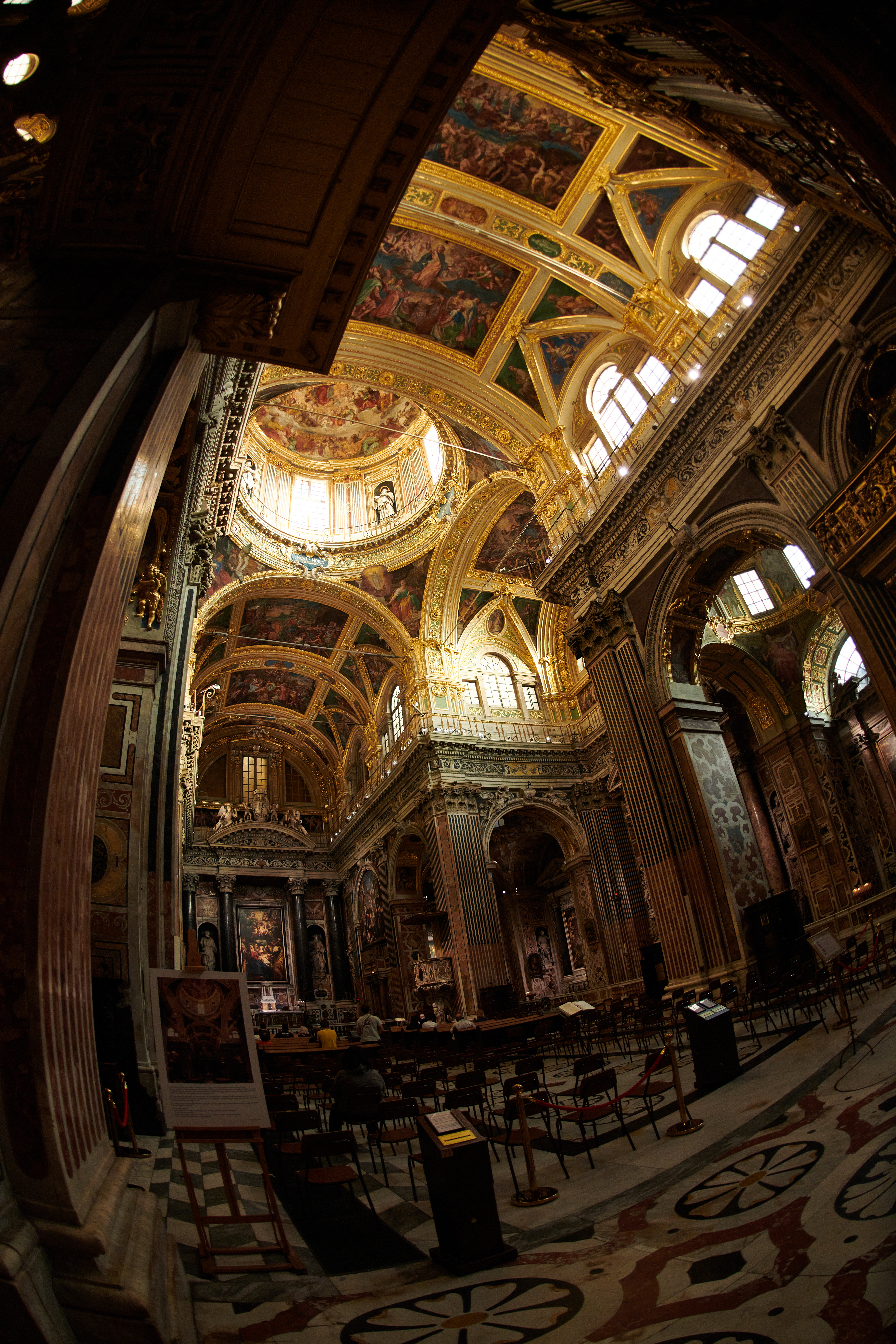
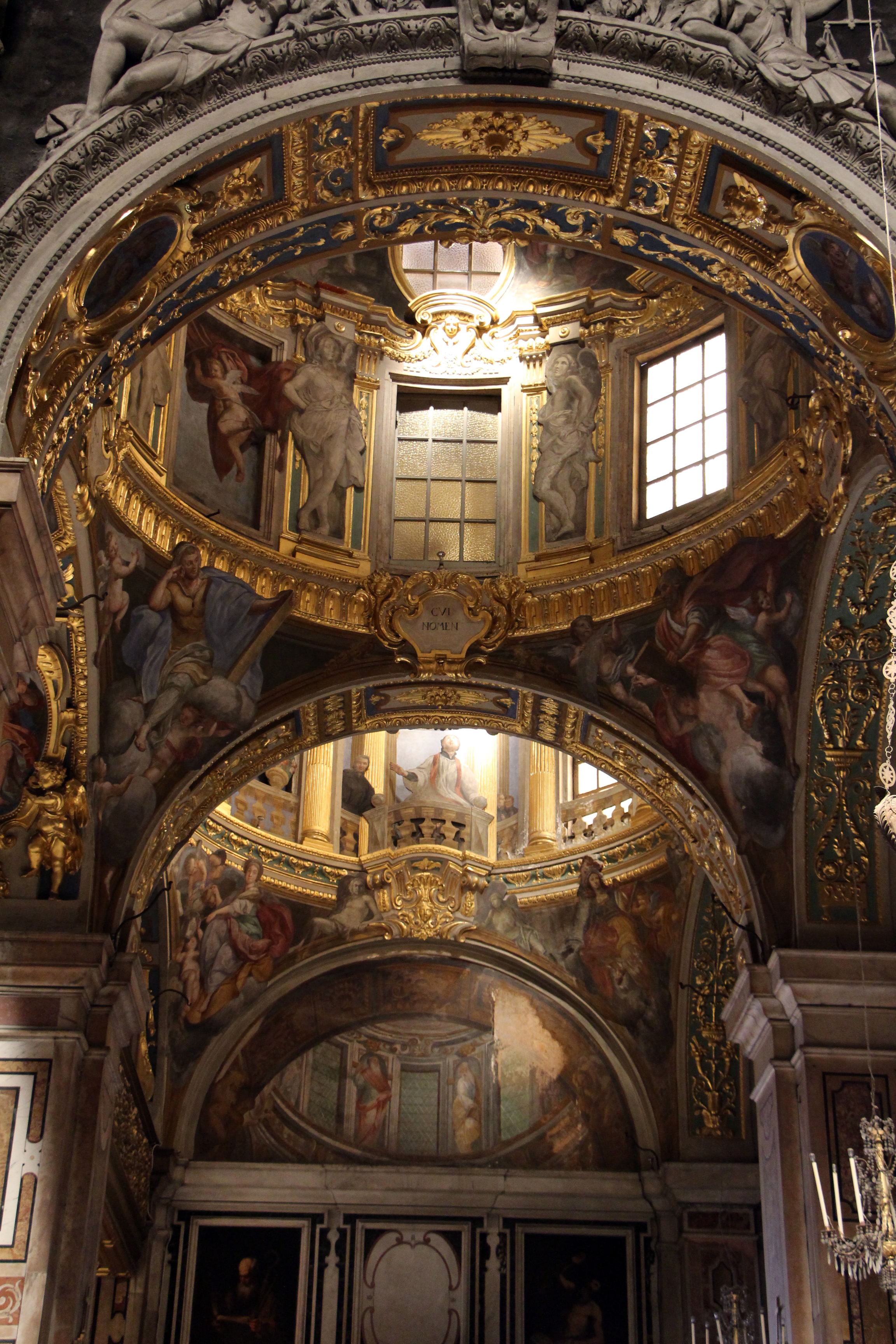
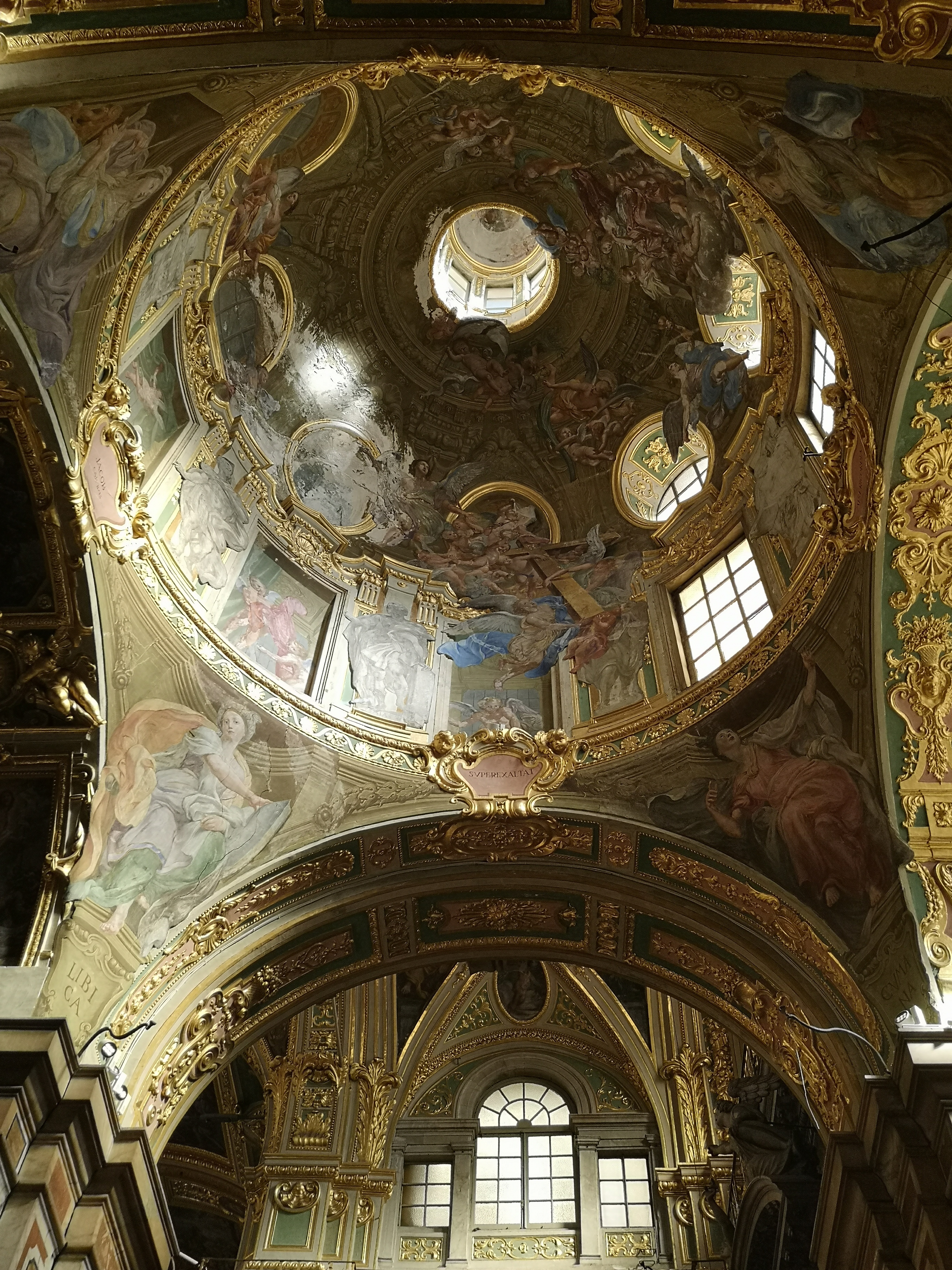
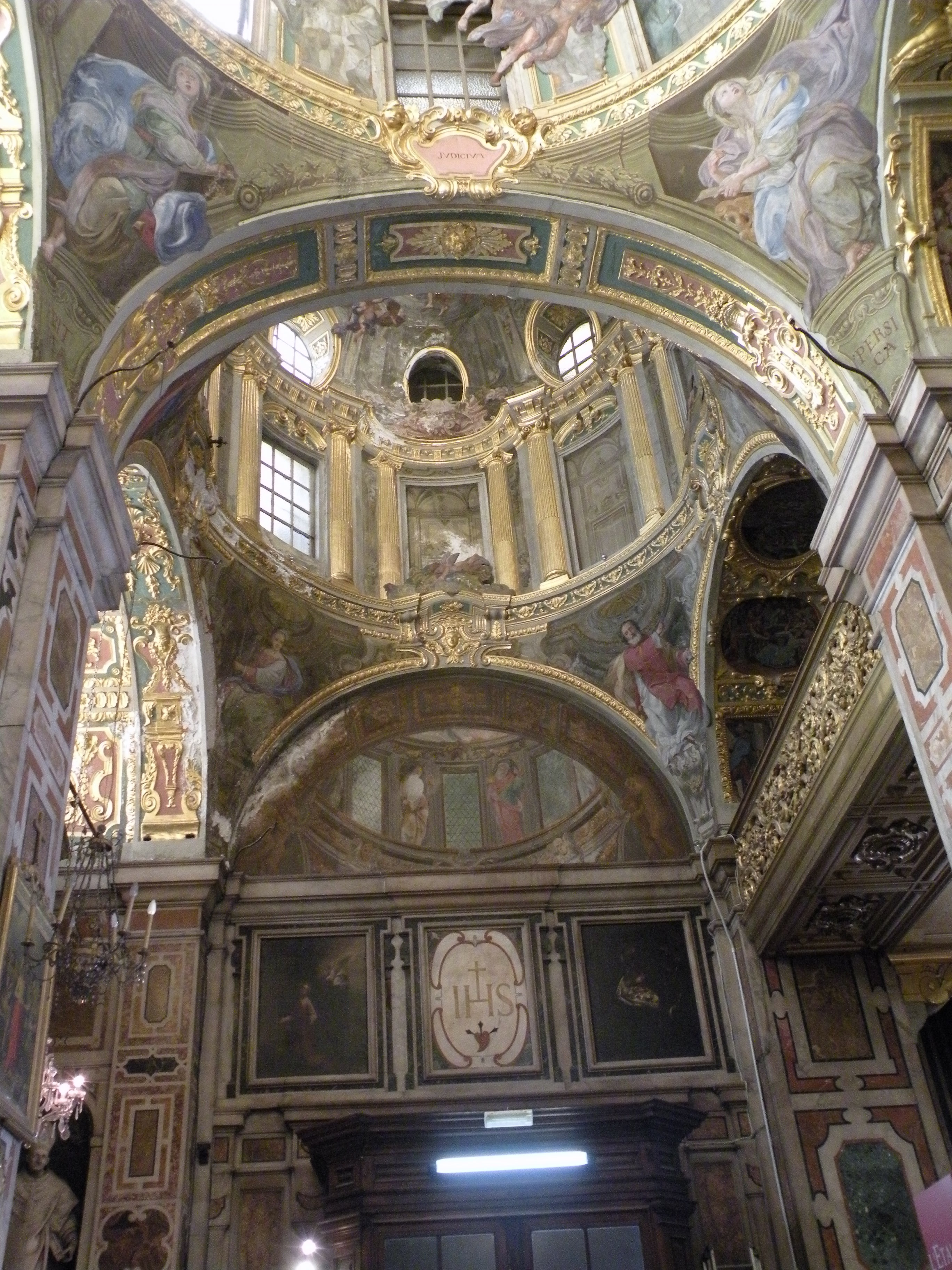

Zu den Bildwerken in der Kirche gehören zwei Gemälde des flämischen Malers Peter Paul Rubens.